# Șapte ani de căsnicie
Șapte ani de căsnicie (în engleză The Seven Year Itch) este un film de comedie romantică american din 1955 regizat de Billy Wilder. Rolurile principale sunt interpretate de actorii Marilyn Monroe și Tom Ewell.

## Distribuție
- Marilyn Monroe – Fata (The Girl)
- Tom Ewell – Richard Sherman
- Evelyn Keyes – Helen Sherman
- Sonny Tufts – Tom MacKenzie
- Robert Strauss – Kruhulick
- Oskar Homolka – dr. Brubaker
- Marguerite Chapman – domnișoara Morris
- Victor Moore – Plumber
- Donald MacBride – dl. Brady
- Roxanne – Elaine
- Carolun Jones – Nurse Finch
- Tom Nolan – Ricky Sherman
- Doro Merande – Waitress at Vagetaran Restaurant
- Kathleen Freeman – Woman at Vegetarian Restaurant

## Galerie cu scene din film

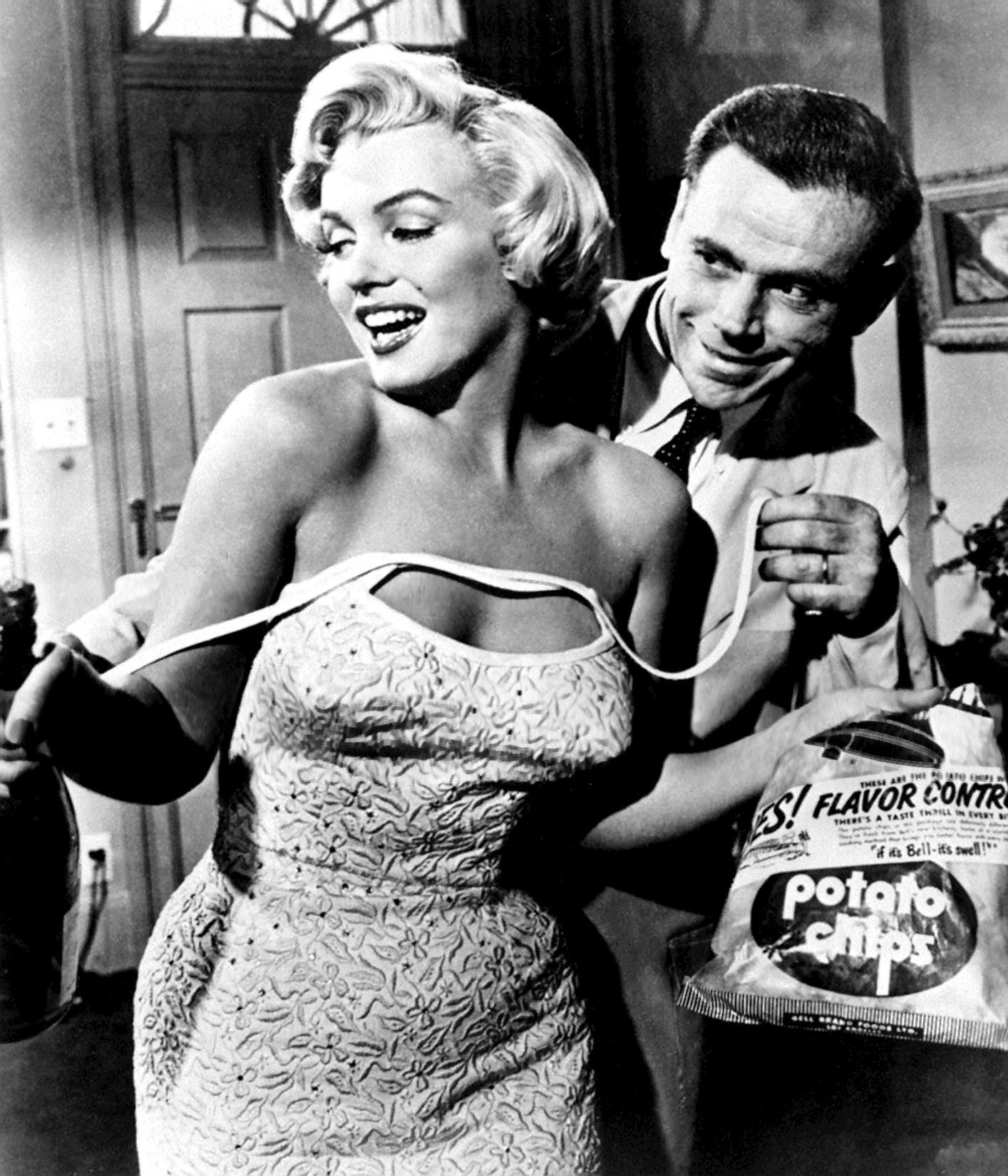
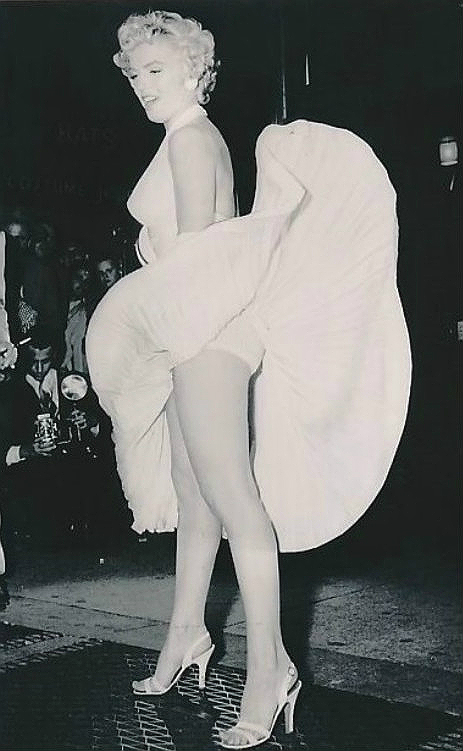